# Siesta (film)
Pour les articles homonymes, voir Siesta.
Pour plus de détails, voir Fiche technique et Distribution.
Siesta est un film américain réalisé par Mary Lambert sorti en 1987.

## Synopsis
Claire, une jeune américaine, se réveille dans un terrible état dans un aéroport. Elle ne se souvient pas très bien de ses faits et gestes des derniers jours. Peu à peu, elle se rend compte qu'elle pourrait être mêlée à une affaire de meurtre.

## Musique du film
La musique faisait écho au son de Sketches of Spain et fut produite par Marcus Miller, qui écrivit et arrangea tous les morceaux, à l'exception d'un seul, qu'il coécrit avec Miles, « Theme for Augustine/Wind/Seduction/Kiss ». L'album était dédicacé à Gil Evans, le « Maître ». Ici, pour la première fois au cours des dernières années de sa vie, Miles revenait vers la musique qu'il avait jouée dans le passé. Sur le morceau titre, son style faisait écho au jeu ouvert qu'il avait eu à la trompette sur « Sketches of Spain ».

## Fiche technique
- Réalisation : Mary Lambert
- Scénario : Patricia Louisianna Knop, d'après le roman de Patrice Chaplin
- Production : Gary Kurfist
- Coproduction : Julio Caro, Zalman King et Nik Powell
- Photographie : Bryan Loftus
- Musique : Miles Davis et Marcus Miller, album sorti en 1987.
- Montage : Glen Morgan
- Costumes : Marlene Stewart
- Décors : John Beard
- Pays :  États-Unis
- Genre : Thriller
- Durée : 97 minutes
- Date de sortie en salles : 11 novembre 1987 (États-Unis)

## Distribution
- Ellen Barkin (VF : Barbara Delsol) : Claire
- Gabriel Byrne (VF : Boris Rehlinger) : Augustine
- Julian Sands (VF : Jérôme Pauwels) : Kit
- Isabella Rossellini (VF : Ethel Houbiers) : Marie
- Martin Sheen (VF : Philippe Ogouz) : Del
- Grace Jones (VF : Laurence Bréheret) : Conchita
- Jodie Foster (VF : Marjorie Frantz) : Nancy

Note : Le film n'a été doublé qu'en 2004 pour sa sortie DVD.